# Aerotriangulacja
Aerotriangulacja – proces obliczeniowy zmierzający do precyzyjnego określenia położenia wykonanych zdjęć lotniczych w przestrzeni. Określane są współrzędne dużej liczby punktów terenowych, przez co aerotriangulację określa się także jako kameralne zagęszczenie osnowy geodezyjnej.
Aerotriangulacja służy do wyznaczenia parametrów orientacji zewnętrznej zdjęć oraz współrzędnych środka rzutów. W nowoczesnych technologiach do wyznaczenia tych parametrów wykorzystywana jest technika GPS\INS. 
Oba te systemy uzupełniają się wzajemnie. System INS jest bardzo dokładny, jednak charakteryzuje się dużym dryftem. GPS jest mniej dokładny, ale za to cechuje go wysoka stabilność. System INS działa na zasadzie sensorów, które mierzą przyspieszenia w prostopadłych do siebie kierunkach. Jeżeli podczas nalotu zostają wyznaczone elementy orientacji zewnętrznej i położenia środków rzutów obu zdjęć w terenowym układzie współrzędnych, dane te możemy traktować jako dane georeferencyjne. Jeżeli zostały wyznaczone z odpowiednia dokładnością, są one danymi ostatecznymi. Jeżeli nie - podlegają dalszemu wyrównaniu.
Aerotriangulacja stosowana jest w fotogrametrii.